# ГЕС Tribute
ГЕС Tribute — гідроелектростанція у Австралії на північному заході острова Тасманія. Розташована перед ГЕС Макінтош і становить верхній ступінь каскаду у сточищі річки Паймен, яка дренує західний схил Хребта Західного узбережжя (West Coast Range) та впадає до Великої Австралійської затоки Індійського океану.
Головним водосховищем станції є озеро Плімсол, створене на річці Anthony, яка впадає ліворуч до Murchison (лівий витік Паймен). Для цього звели кам'яно-накидну греблю висотою 40 метрів та довжиною 124 метри, що потребувала 110 тис. м3 матеріалу. Крім того, існує допоміжна кам'яно-накидна дамба висотою 23 метри та довжиною 95 метрів, на спорудження якої витратили 38 тис. м3 матеріалу. Разом вони утримують водойму з площею поверхні 3,8 км2 та об'ємом 36,2 млн м3.
Окрім власного стоку, до сховища Плімсол подається додатковий ресурс із розташованого далі на захід сточища річки Хенті (Henty), яка впадає у Індійський океан за пів сотні кілометрів південніше від Паймен. Створена тут водозбірна система починається на правобережжі Хенті з її притоки Hall Rivulet, від якої прокладено канал довжиною майже 6 км до резервуару на White Spur Creek (ще одна права притока Хенті, котра впадає вище за Hall Rivulet). White Spur Lake утримується кам'яно-накидною греблю висотою 43 метри та довжиною 146 метрів, що потребувала 117 тис. м3 матеріалу. Вона утворила сховище з площею поверхні 0,17 км2 та об'ємом 1,8 млн м3, від якого далі по правобережжю Хенті (у напрямку протилежному її течії) прямує канал довжиною 2,5 км. Останній досягає створеного на головній річці резервуару Хенті, який утримує бетонна гравітаційна гребля висотою 20 метрів та довжиною 120 метрів, що потребувала 12 тис. м3 матеріалу та створює водойму з площею поверхні 0,07 км2 і об'ємом 0,35 млн м3.
Далі водозбірна траса переходить на лівобережжя Хенті та продовжується каналом завдовжки 8 км, який у підсумку перетинає водорозділ зі сточищем Паймен та виводить до озера Плімсол. При цьому на ділянці Хенті — Плімсол до каналу за допомогою водоводу довжиною 0,6 км та насосної станції подається ресурс із розташованого дещо нижче сховища Ньютон, створеного на лівій притоці Хенті Ньютон-Крик за допомогою кам'яно-накидної споруди висотою 37 метрів та довжиною 165 метрів, котра потребувала 118 тис. м3 матеріалу і утворила водойму з площею поверхні 0,44 км2 та об'ємом 6,3 млн м3.
Від сховища Плімсол через лівобережний гірський масив прокладено головний дериваційний тунель довжиною 7 км, який виводить до підземного машинного залу розмірами 41х19 метрів при висоті 36 метрів. Основне обладнання станції становить одна турбіна типу Френсіс потужністю 84 МВт, яка при напорі у 271 метр забезпечує виробництво 265 млн кВт-год електроенергії на рік.
Відпрацьована вода по тунелю завдовжки 0,8 км відводиться до водосховища Murchison, яке працює на наступну ГЕС каскаду.
Видача продукції відбувається по ЛЕП, розрахованій на роботу під напругою 220 кВ.